# Harthouse
Harthouse ist ein deutsches Plattenlabel, das vor allem in den 1990er-Jahren einen großen Einfluss auf die Techno-Szene hatte. Von 1992 bis 1997 war es ein Sublabel von Eye Q Records, von 1998 bis 2003 war Harthouse ein Label der Under Cover Music Group und von 2004 bis 2017 gehörte es der Firma Daredo aus Mannheim. Im November 2017 wurde Harthouse dann von der Firma UCM.ONE aus Berlin übernommen.

## Geschichte

### Gründung
Zwischen Sommer 1991 und Frühling 1992 gründete der DJ Sven Väth zusammen mit seinem Manager Heinz Roth und dem Techno-Produzenten Matthias Hoffmann das Label Eye Q Records. Da sie viele Demotapes mit House- und Techno-Musik erhielten, die ihnen für das Trance-lastige Label Eye Q Records zu hart waren, gründeten sie das Sublabel Harthouse. Es wurde zur Plattform für unbekannte und experimentierfreudige Künstler. Hauptverantwortlicher war Sven Väth. Für A&R war anfangs Matthias Schindehütte zuständig. Von 1995 bis 1997 war Klaus Löschner (DJ Good Groove) Labelmanager. Die Label der Platten hatten auf der „Other-Side“ (vermeintliche B-Seite) ein aus einem Manga entnommenen Sketch. Er ist auf den Harthouse-Compilations Chapter 1–7 als Covermotiv zu sehen und war auch als „Harthouse-Flagge“ bekannt. Der Vertrieb erfolgte durch Harthouse selbst. Die erste Auflage umfasste 2.000 Exemplare.

### Expansion
Die Harthouse-Veröffentlichungen erfreuten sich bei den Club-DJs großer Beliebtheit, und so wurde Harthouse neben Eye Q Records zum einflussreichsten Label, das in den 1990er Jahren deutlich den Sound of Frankfurt prägte. Viele Veröffentlichungen wurden im ehemaligen Frankfurter Techno-Club Omen gespielt. Zahlreiche bekannte Musikproduzenten waren bei Harthouse unter Vertrag, darunter auch Oliver Bondzio, Ramon Zenker, Ralf Hildenbeutel, Gabriel Le Mar, Oliver Lieb und Mike S.
1992 wurde der Ableger Harthouse UK in England gegründet. Der 1992 erschienene Track Hardtrance Acperience (HH-008) von Hardfloor erreichte Platz 56 der Englischen Charts. In den USA wurde ein Vertriebsvertrag mit Moonshine Records abgeschlossen und auch dort auf dem Label Harthouse America Platten herausgebracht. Während der Erfolg in Amerika ausblieb, wurde er in Europa immer größer. Dennoch war der britische Ableger des Labels nur sehr kurzlebig.
Harthouse Frankfurt war von 1992 bis 1997 der deutsche Ableger. Bis dahin sind 119 12"-Single Releases (meistens in kleiner Auflage zwischen 1000 und 2000, viele aber auch als CD veröffentlicht), 24 Alben (Vinyl und CD), 17 10"-Single Releases, ein 7"-Single Release, und diverse ausländische und spezielle Releases erschienen. Viele Veröffentlichungen sind mittlerweile Raritäten und werden unter Fans teuer gehandelt.
1996 erschien die 100. Harthouse-Single (HH-100) als 2x12"-Vinyl-Ausgabe, die der Künstler George Dare gestaltete. Es wurde eine große Labeltour Harthouse 100 Tour quer durch Europa veranstaltet, darunter auch im Omen Frankfurt. Mit dabei waren Harthouse-DJs wie Frank De Wulf, Toni Rios oder Live-Acts wie Alter Ego und Patrick Lindsey als auch George Dare, der die visuellen Projektionen in den jeweiligen Clubs installierte.

### Konkurs
1997 trennte sich Väth von seinen alten Geschäftspartnern und den Labels. Eye Q Records und Harthouse zogen nach Berlin, wo sie wenig später Konkurs anmelden mussten.

### Erste Wiederbelebung
1998 verkündete das Musikunternehmen Under Cover Music Group (kurz UCMG), die Namensrechte an Harthouse und die Lizenzrechte einiger alter Veröffentlichungen gekauft zu haben. Wenig später erschien die Compilation Retrospective. Diese wurde vor allem von den Harthouse-Künstlern sehr positiv aufgenommen, da sie so die Chance erhielten, nun doch noch etwas an ihren Produktionen zu verdienen. Die A&R-Arbeit übernahmen die Musikproduzenten Ramon Zenker und Oliver Bondzio – besser bekannt als Techno-Projekt Hardfloor. Im September erschien das erste neue Harthouse-Release Hardfloor will Survive. In der darauffolgenden Zeit wurden ungefähr zweimal pro Jahr neue Singles sowie eine Handvoll Alben veröffentlicht, und obwohl einige Veröffentlichungen relativ erfolgreich waren, kam Harthouse nie mehr richtig ins Gespräch. Im Sommer 2003 schließlich meldete UCMG Insolvenz an, und somit fand auch das „neue“ Harthouse in diesem Jahr vorerst sein Ende.

### Zweite Wiederbelebung
Im Winter 2004 verkündete das Musikunternehmen Daredo in Mannheim, mit Übernahme der Namensrechte an Harthouse im Frühjahr 2005 neue Harthouse-Releases zu veröffentlichen. Ende des Jahres 2004 wurde die offizielle Internetseite auf www.harthouse.com wieder online geschaltet. Seither werden regelmäßig neue Vinyls und CDs veröffentlicht. Ein Teil der produzierten Tracks ist ausschließlich als MP3 erhältlich. Anfang 2007 nahm Harthouse den Namen Harthouse Frankfurt als Unterkategorie von Harthouse wieder in das Repertoire auf, neben Harthouse Mannheim und Harthouse Digital.

### Berliner Zeit
Mit der Übernahme der UCM.ONE mit Sitz in Berlin im November 2017 zog das Label ebenfalls nach Berlin. Seitdem wurden aus dem Namen die Zusätze „Mannheim“ bzw. „Digital“ gestrichen, so dass das Label ab dieser Zeit wieder „Harthouse“ ohne Zusatz heißt.

## Diskografie (Auswahl)
- HH 001 12": Barbarella – Barbarella
- HH 002 12": Metal Master – Vol. 1
- HH 008 12": Hardfloor – Hardtrance Acperience
- HH 020 12": Resistance D – Human E.P.
- HH 026 12": Cybordelics – Nighthorse
- HH 037 12": Cybordelics – Fairy Tales
- HH 056 12": Mikerobenics – Diadora/Julika
- HH 073 12": David Holmes vs. Alter Ego – Patrick Kraut
- HH 086 12": Resistance D – Echoplexing
- HH 4014 12": Planet Jazz – Monster !!?
- HH 4019 12": Resistance D – Echoplexing
- HH 4029 12": Der Dritte Raum – Trommelmaschine
- HH 4030 12": Patrick Lindsey  Phat Jive
- HH 1015 CD: Astral Pilot – Electro Acupuncture
- HH 1023 CD: Der Dritte Raum – Wellenbad
- HH01-5  CD : Hardfloor feat. Phuture 303 – Hardfloor will survive
- HH02-6 12": Justin Berkovi – You’re so Alien
- HHEP 006: Andreas Leifeld – Communication
- HH CD 006: Alter Ego – Alter Ego
- HH CD 020: Hacienda – Sunday Afternoon